# Поляков, Владимир Николаевич (легкоатлет)
Влади́мир Никола́евич Поляко́в (род. 17 апреля 1960, Алексин, Тульская область) — советский легкоатлет, специалист по прыжкам с шестом. Выступал за сборную СССР по лёгкой атлетике в первой половине 1980-х годов, чемпион Европы в помещении, обладатель серебряных медалей европейских первенств и летней Универсиады, многократный победитель и призёр первенств национального значения, бывший рекордсмен мира. Представлял Москву и спортивное общество «Спартак». Мастер спорта СССР международного класса.

## Биография
Владимир Поляков родился 17 апреля 1960 года в городе Алексине Тульской области.
Начал заниматься лёгкой атлетикой в 1973 году, проходил подготовку под руководством тренера В. В. Осипова. Выступал за добровольное спортивное общество «Спартак» и Профсоюзы (Москва).
Впервые заявил о себе на международном уровне в сезоне 1979 года, когда вошёл в состав советской национальной сборной и выступил на юниорском европейском первенстве в Быдгоще, где одержал победу в программе прыжков с шестом.
В 1980 году стал серебряным призёром на зимнем чемпионате СССР в Москве и на чемпионате Европы в помещении в Зиндельфингене.
В 1981 году выиграл зимний чемпионат СССР в Минске, занял седьмое место на чемпионате Европы в помещении в Гренобле. 26 июня во время матчевой встречи со сборной ГДР в Тбилиси прыгнул на 5,81 метра, установив тем самым мировой рекорд — стал первым советским рекордсменом мира в прыжках с шестом. Также в этом сезоне получил серебро на Универсиаде в Бухаресте и на летнем чемпионате СССР в Москве.
В 1982 году завоевал серебряную медаль на чемпионате Европы в Афинах, уступив здесь только своему соотечественнику Александру Крупскому.
В 1983 году превзошёл всех соперников на чемпионате Европы в помещении в Будапеште и на чемпионате страны в рамках VIII летней Спартакиады народов СССР, был четвёртым на Универсиаде в Эдмонтоне и десятым на впервые проводившемся чемпионате мира по лёгкой атлетике в Хельсинки. В этом сезоне утратил статус действующего рекордсмена мира, уступив лидерство французу Пьеру Кинону, показавшему результат 5,82 метра.
Рассматривался в качестве кандидата на участие в летних Олимпийских играх 1984 года в Лос-Анджелесе, однако в конечном счёте Советский Союз вместе с несколькими другими странами восточного блока бойкотировал эти соревнования по политическим причинам. Вместо этого Поляков выступил на альтернативном турнире «Дружба-84» в Москве.
В 1987 году добавил в послужной список бронзовую награду, полученную на чемпионате СССР в Брянске.
Впоследствии оставался действующим спортсменом вплоть до 1992 года, хотя в последнее время уже не показывал значимых результатов на международной арене.
За выдающиеся спортивные достижения удостоен почётного звания «Мастер спорта СССР международного класса».